# Эррэр
Эррэр — сезонная река в восточной Эфиопии, Харари, приток реки Уабе-Шэбэлле. Эррэр берёт начало севернее города Харэр, вблизи населённого пункта Комбольча, и протекает преимущественно в южном направлении до впадания в реку Уэби-Шабелле.
Площадь бассейна составляет 3860 км². Он лежит на высотах 800—2920 над уровнем моря, среднегодовая норма осадков составляет 744—1017 мм, около 3/4 бассейна лежит в зоне семиаридного климата. В русле реки накапливаются аллювиальные отложения.
В плейстоцене равнину, по которой протекает река, занимало большое пресноводное озеро. У реки были найдены наскальные рисунки.
В начале XXI века воду Эрера планировалось использовать для орошения 3000 га полей. В 2022 году регион Эррер стал одним из наиболее пострадавших от засухи в Эфиопии.